# U-157 (1941)
U-157 — німецький великий океанський підводний човен класу підводних човнів класу IX C військово-морських сил Третього Рейху.

## Історія
- 1-й похід пройшов 30 квітня 1942 (Кіль) — 10 травня 1942 (Лор'ян). ПЧ пройшов 1.740 мм над і 36 мм під водою не атакувавши жодного корабля.
- 2-й похід розпочався 18 травня 1942. ПЧ пішов у напрямку Карибського моря. 11 червня був потоплений танкер США «Hagan». 13 червня U-157 був потоплений неподалік Гавани глибинними бомбами куттера Берегової охорони США «Тетіс». Всі 52 члени екіпажу загинули.